# Prakovce
Prakovce (in ungherese Prakfalva, in tedesco Prakendorf) è un comune della Slovacchia facente parte del distretto di Gelnica, nella regione di Košice.